# Helicia microneura
Helicia microneura är en tvåhjärtbladig växtart som beskrevs av Cyril Tenison White. Helicia microneura ingår i släktet Helicia och familjen Proteaceae. Inga underarter finns listade i Catalogue of Life.